# Barbeta

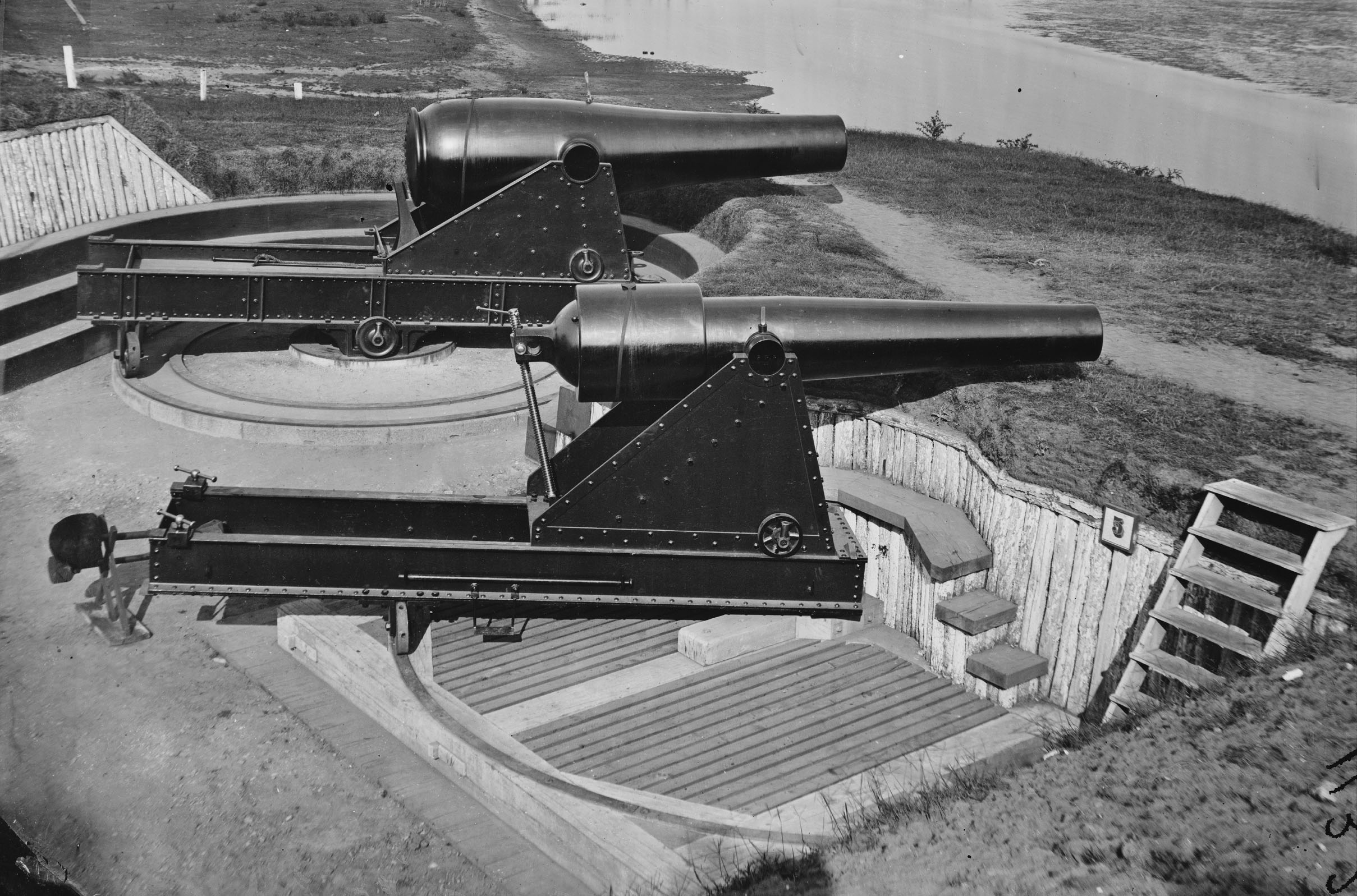
Barbeta numa fortificação - com peças de 15 e 8 polegadas - durante a Guerra Civil Americana.

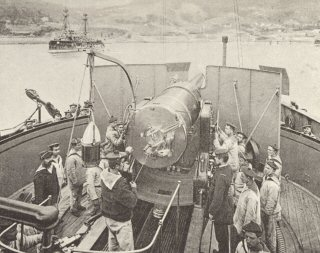
Barbeta do couraçado francês Redoutable, em 1876.

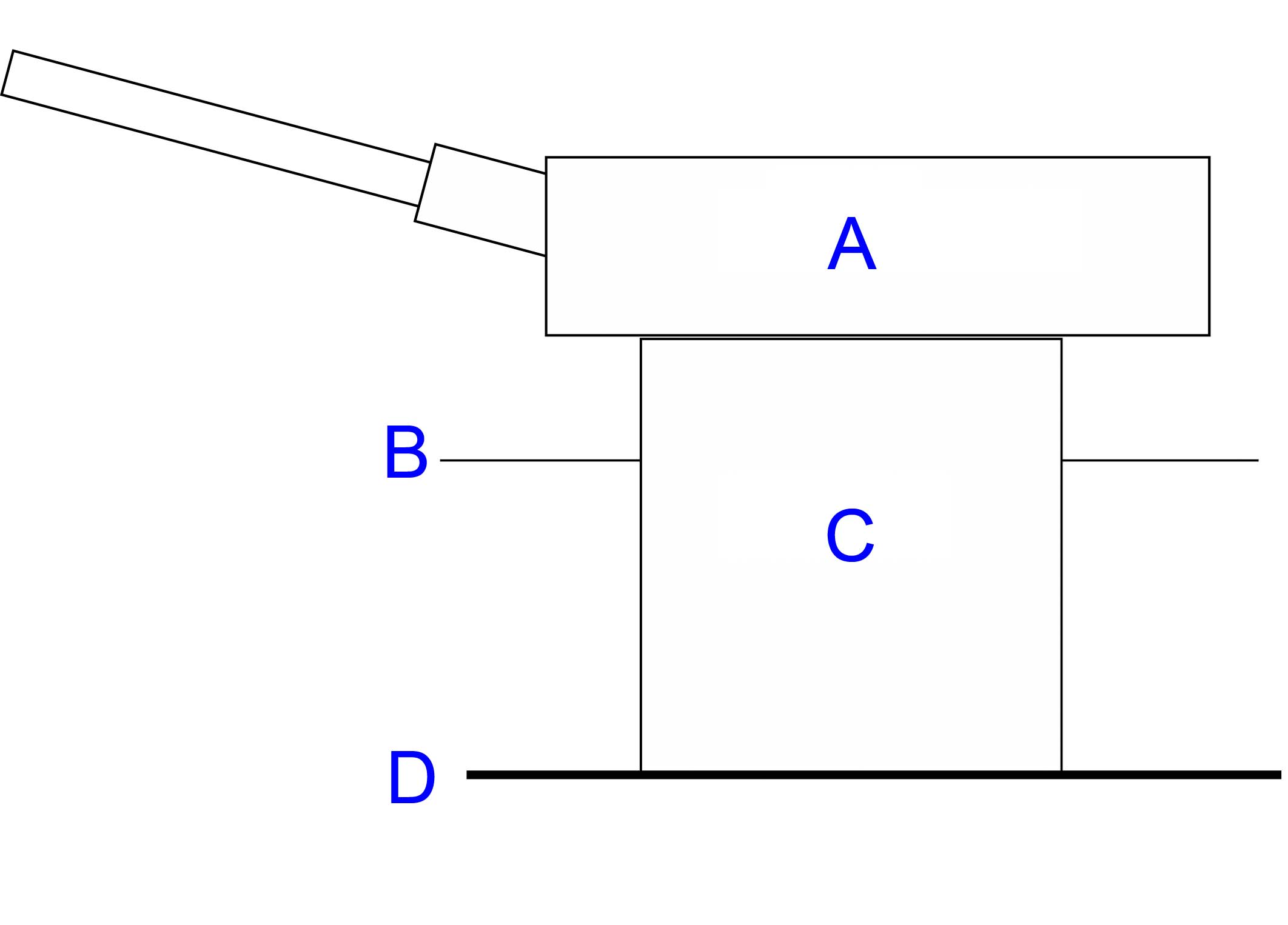
Barbeta - indicada com C - da torre de um couraçado do século XX.

Em arquitetura militar, a barbeta ou barbete é uma plataforma de uma fortificação onde estão instaladas bocas de fogo que disparam por cima do parapeito. O termo "barbeta" foi aplicado, por extensão, às peças de artilharia naval instaladas de um modo semelhante e às respetivas cintas circulares couraçadas. O termo também foi aplicado a certos postos de metralhadora de alguns aviões da Segunda Guerra Mundial.

## Etimologia
A palavra entra na língua portuguesa por via do Francês barbette.

## Fortificação
A barbeta consistia numa plataforma encostada ao parapeito de uma fortificação, onde eram colocadas bocas de fogo, que assim passavam a estar numa posição sobreelevada em relação ao parapeito de modo a permitir o disparo por cima dele. Também se diz estar "a barbeta" a artilharia instalada em locais onde o parapeito é rebaixado em toda a sua extensão, permitindo às bocas de fogo disparar por cima. Onde a artilharia está instalada a barbeta, o respetivo parapeito não dispõe de canhoneiras nem de merlões. A colocação a barbeta permite às bocas de fogo disporem de um maior ângulo de tiro, já que não estão confinadas às canhoneiras. Por outro lado a artilharia a barbeta torna-se um alvo mais fácil para o tiro inimigo já que as bocas de fogo e, muitas vezes, os seus artilheiros não se encontram protegidos pelos merlões

## Artilharia naval
A barbeta é uma cinta couraçada circular instalada à volta de uma peça de artilharia de um navio de guerra. Antes da introdução das torres de artilharia blindadas fechadas, a barbeta era uma cerca fixa blindada que protegia a peça e a sua guarnição. A barbeta podia adoptar a forma de um anel blindado colocado à volta do reparo da peça, sobre o qual, a mesma - que, muitas vezes dispunha também de um escudo protetor - disparava.
Nos navios que se seguiram ao Dreadnought, a barbeta passou a ser o tambor não rotativo onde assentava a torre de artilharia, propriamente dita, acima do convés couraçado de um navio de guerra. A barbeta protege a parte superior do elevador que transporta as munições dos paióis inferiores para a peça de artilharia.

## Aviação
Quando aplicado a uma aeronave militar, uma barbeta é um posto onde uma ou mais metralhadoras são montadas, mas que dispôe de um ângulo de tiro limitado, em comparação com um de uma torreta. Neste contexto são, frequentemente, referidas como "barbetas" as posições de metralhadora de cauda de bombardeiros como o B-17 Flying Fortress.
O termo "barbeta" também é, frequentemente, aplicado às torretas de metralhadora operadas remotamente, de algumas aeronaves da Segunda Guerra Mundial. Neste contexto, dispunham de barbetas laterais as aeronaves alemãs Messerschmitt Me 210 e Messerschmitt Me 410 e de barbeta dorsal a Heinkel He 177. O bombardeiro norte-americano B-29 Superfortress dispunha de quatro barbetas - duas dorsais e duas ventrais - cada uma com duas metralhadoras M2 Browning.